# Juva gård
Juva gård är en herrgård i Tarvasjoki i Lundo i det finländska landskapet Egentliga Finland. Gustaf Mauritz Armfelt föddes på gården och nuförtiden fungerar byggnaden som ett hemmuseum.

## Historia och arkitektur
Juva gård nämns för första gången i skriftliga källor år 1464. År 1556 övergick herrgården till kung Gustav Vasa genom ett jordbyte, då han gjorde den till en kungsgård. Kungen själv besökte gården på sommaren 1558. Tio år senare, när Johan III blev kung, gav han herrgården till Hans Eriksson Fleming, som några år tidigare hade byggt Brinkhalls gård, och som också ägde huset Brinkala i Åbo.
Gården, som ärvdes av Erikssons barn, såldes år 1639 till generalguvernör Per Brahe, som ägde den fram till sin död 1680. Vid den stora reduktionen 1683 övertog kronan Juva gård och blev två år senare boställe för ryttmästaren vid Masko kompani i Åbo och Björneborgs läns kavalleriregemente. Herrgården blev ett viktigt militärboställe, där huvudsakligen chefen för Masko kompani vid Kungliga Livregementet bodde. Ryttmästare Henrik Johan Schauman hade gården 1685–1703, Fredrik Armfelt åren 1703–1719, och Mårten Thessleff åren 1719–1720. Därefter blev Juva gård boställe för kompaniets kapten.
Under den svenska tiden hade Juva gård tolv olika innehavare, bland dessa var major Magnus Wilhelm Armfelt från 1754. Den nuvarande huvudbyggnaden uppfördes av Armfelt 1756. Därefter flyttade kapten Reinhold Johan Rehbinder in i huset under tre år från år 1782. Efter den svenska tiden hyrdes Juva gård ut till olika personer fram till 1934, då den såldes till privat ägo.